# 柳井隆雄
柳井 隆雄（やない たかお、 1902年2月15日 - 1981年5月30日）は、広島県福山市出身の脚本家。　

## 経歴
1914年渡鮮し京城中学校に学ぶ。卒業後1920年、朝鮮総督府逓信局管理課勤務。1916年帰国し国民英学会(東京神田)に通うがまもなく中退。武者小路実篤に師事し1922年、武者小路が宮崎県に建設した「新しき村」運動に参加。小国英雄は二歳下の仲間。柳井は生来の生真面目さで一生懸命に理想を追って働き、後にはその文才を買われて「新しき村出版部」に移った。この後再び上京し1928年松竹キネマ研究所が脚本家養成所を開設すると、これに応募し池田忠雄、大黒東洋士とともに第1期生に採用された。翌1929年、最初の脚本『岡辰押切帳』が採用され、以降、温厚誠実な人柄で、以後松竹一筋で脚本を書いた。　
　
いわゆる「大船調メロドラマ」に不可欠の存在と言われ作品数は200本に及ぶ。『愛染かつら』とともに戦前の松竹大ヒットの双璧として歴史に残る菊田一夫原作『君の名は』の脚本が特に知られるが、戦前の蒲田名物『与太郎』シリーズ、松竹に大ヒットをもたらした『悲恋華』、『人妻椿』、『春雷』等の悲曲大メロドラマ、小津安二郎監督の『父ありき』などがある。小津の『東京物語』の尾道ロケは、柳井のいとこが尾道の旅館「竹村家」を経営し、協力が得やすかったため決まったといわれる。
矢田津世子の短編『秋扇』を脚色した1938年『母と子』は、新人監督渋谷実がよく活かして社会劇に仕立て、柳井を一躍一級作家と評価させた。柳井作品は、この他『父の願ひ』、『戀墓小唄』、『新しき家族』、『母』、『碑』、『純白の夜』、『命美わし』、『絵島生島』、『この声なき叫び』など多くの作品を書いており、松竹の脚本家の中では、先の池田忠雄と並び、野田高梧に次ぐランキングであった。戦後の映画界の制度の変動などで、必ずしもすべての期間、松竹の正社員であったとはいえないにしても、実質的に松竹で50数年を過ごした珍重に値する日本映画史上の記録の持ち主である。御大・城戸四郎も生涯、柳井だけは友達付き合いをしてその誠実な人柄にこたえたといわれる。
1969年紫綬褒章、1976年勲四等旭日小綬章受章。1981年大腸癌のため死去。享年79。

## 註
1. 1 2 3 4 5 6 7 8 9  猪俣勝人・田山力哉『日本映画作家全史 -上-』社会思想社、1978年、pp.132-134
2. ↑  今村昌平・新藤兼人・山田洋次・佐藤忠男・鶴見俊輔『トーキーの時代 - 講座日本映画3』岩波書店、1987年、p.121
3. ↑  小津が見た日本の原風景 ＜上＞東京物語 : 地域 : 読売新聞（アーカイブ〈ウェブ魚拓〉）読売新聞2014年09月24日付け（2015年9月30日閲覧。）
4. ↑  升本喜年『映画プロデューサー風雲録―思い出の撮影所、思い出の映画人』草思社、2012年、p.37